# Антикоммунистическое партизанское движение в Румынии
Антикоммунистическое сопротивление в Румынии (рум. Rezistența anticomunistă din România) — вооружённая борьба румынских антикоммунистов и некоторых коммунистических оппозиционеров против правящего режима РКП. Наибольших масштабов достигало в конце 1940-х годов, спорадически продолжалась до начала 1960-х, последний известный активист арестован в 1976. Охватывало большую часть территории Румынии и некоторые районы Молдавской ССР. Являлось крайним выражением массового протеста против однопартийной диктатуры и социально-экономической политики режима, прежде всего насильственной коллективизации. Подавлено вооружёнными силами Секуритате к началу 1960-х годов. Впоследствии принимало формы диссидентства, рабочих забастовок и массовых беспорядков — вплоть до революции 1989 года.

## Политика правящего режима
Первый в Румынии антикоммунистический партизанский отряд — Batalionul Fix Regional «Bucovina» был создан 29 марта 1944 года в Северной Буковине. В конце 1944 — начале 1945 возникло ещё несколько подпольных вооружённых групп, воевавших партизанскими методами против советских войск. Партизанами являлись военнослужащие румынской армии, участвовавшие в войне с СССР.
Первые партизаны были достаточно активными: так, согласно советским источникам, с 1944 по 1946 год местные власти потеряли 2000 человек в боях с партизанами, и СССР пришлось задействовать свои силы в борьбе с ними.
Эти действия являлись элементом румынского участия во Второй мировой войне и были быстро подавлены советскими войсками. Гораздо более активное и массовое движение — принципиально иного характера — возникло после войны, под влиянием внутренней политики установившегося коммунистического режима.
В марте 1945 к власти при советской поддержке пришло правительство Петру Грозы. Премьер-министр формально не состоял в компартии, но придерживался прокоммунистических взглядов и фактически выполнял установки РКП, возглавляемой Георге Георгиу-Дежем. Рубежным событием стал силовой разгон демонстрации монархистов 8 ноября 1945.
В 1946 было объявлено о победе РКП на явно фальсифицированных выборах. 30 декабря 1947 отрёкся от престола король Михай I. В Румынской Народной Республике установилась однопартийная диктатура, начались преследования оппозиции и церкви, особенно греко-католической, коммунистическая идеологизация государства, экспроприация частной собственности, а с 1947 — кампания насильственной коллективизации.

## Состав и идеология сопротивления
С конца 1947 — начала 1948 начали стихийно формироваться антикоммунистические вооружённые отряды. Наибольшее количество вооружённых бойцов-антикоммунистов — до 70 % — дало крестьянство, составлявшее тогда примерно четыре пятых населения Румынии. Около 9 % составляли рабочие, 5,5 % — предприниматели и торговцы, 2 % — чиновники королевского госаппарата, 1,8 % — священники, 1,6 % — офицеры королевской армии. Оставшиеся примерно 10 % приходились на деклассированные и маргинальные слои.
Таким образом, в движении были представлены практически все классы и социальные группы. Основную массу рядовых бойцов составляли крестьяне, боровшиеся против коллективизации. Командовали отрядами, как правило, офицеры с военным опытом.
В румынских источниках проанализирован и партийно-политический состав сопротивления. Более 60 % отрядов не имели выраженной партийной ориентации. Более 10 % участников поддерживали Национал-цэрэнистскую партию зажиточного крестьянства, немногим менее 10 % были сторонниками Фронта земледельцев — организации деревенской бедноты, отвергавшими коммунистический уклон Петру Грозы. Около 9 % представляли фашистскую Железную гвардию («легионеры»). Примерно 5 % партизан были коммунистами, не принимавшими сталинистской и просоветской политики Георгиу-Дежа. Менее 2 % ориентировались на Национал-либеральную партию городской буржуазии и интеллигенции.
Эта статистика опровергает распространённое мнение о преобладании фашистов-легионеров. Арифметически коммунистов вместе с их союзниками из Фронта земледельцев было заметно больше, чем «железногвардейцев» и даже больше, чем сторонников партий городской и сельской буржуазии. Однако во главе отрядов, как правило, стояли офицеры-монархисты, предприниматели или легионеры, и этим создавалось впечатление о доминирующей тенденции.

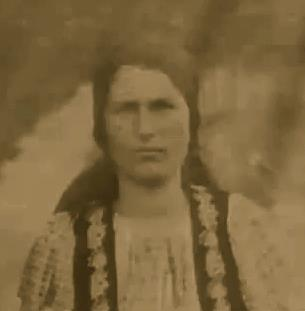
Элизабета Ризя

Идеология движения основывалась на антисталинизме и антисоветизме (эти принципы разделялись всеми участниками, в том числе оппозиционными коммунистами). Другими объединяющими началами являлись патриархальный монархизм крестьянства, православная либо греко-католическая религиозность.
Персонифицированным символом румынского антикоммунистического сопротивления стала крестьянка Элизабета Ризя (отряд Георге Арсенеску), всю жизнь хранившая верность королю Михаю I (в 2001 она встретилась с бывшим монархом). Показательно, что в отряде полковника Арсенеску, где были представлены практически все политические направления, принималась присяга верности Михаю I и произносилась христианская клятва.
Иностранные исследователи отмечают, что в антикоммунистическом повстанческом движении отразились такие черты румынского менталитета, как глубокая приверженность «ортодоксальной византийской церкви» и «инстинкт постоянного неповиновения, индивидуалистического мятежа»

## Известные командиры
Движение не имело единого руководящего центра. Михай I, принуждённый к отречению и эмиграции, был выведен из румынской политической борьбы. Генерал Сэнэтеску скончался в 1947, генерал Рэдеску эмигрировал, генерал Алдя арестован и умер в тюрьме. Созданный в Париже Румынский национальный совет антикоммунистической эмиграции не имел средств воздействия на ситуацию в Румынии.
Вооружённое сопротивление являло собой совокупность самостоятельных отрядов, действовавших вне регулярной связи и без координационного центра. Наиболее известными из них командовали
- Георге Арсенеску[12], армейский полковник. Отряд действовал в горах Фэгэраш. Захвачен Секуритате в феврале 1961, расстрелян год спустя.
- Тома Арнэуцою[13], армейский лейтенант. Отряд действовал в горах Фэгэраш, объединившись с группой Арсенеску. Продолжал сопротивление до конца 1950-х. Расстрелян в июле 1959 вместе с братом Петре.
- Ион Гаврилэ Огорану[14], легионер. Отряд действовал в горах Фэгэраш. Продолжал сопротивление, затем скрывался до ареста в 1976, был приговорён к смертной казни, однако освобождён распоряжением Николае Чаушеску по ходатайству Ричарда Никсона. Участвовал в послереволюционной общественной жизни. Скончался в 2006.
- Теодор Шушман[15], аграрный предприниматель и сельский примар. Отряд действовал в горах Трансильвании. Покончил с собой, попав в окружение в декабре 1951; партизанскую борьбу продолжили его сыновья.
- Спиру Блэнару[16], адвокат, легионер. Отряд действовал в горах Баната. Взят в плен в марте, расстрелян в июле 1949.
- Ион Уцэ[17], армейский полковник, национал-цэрэнист. Отряд действовал в горах Баната. Убит в бою в феврале 1949, сопротивление отряда продолжалось до 1955.
- Гогу Пую[18], легионер. Отряд действовал в Добрудже. Погиб в бою в июле 1949 (подорвал себя гранатой, дабы не попасть в плен)
- Николае Дабижа[19], армейский майор. Отряд действовал в горах Трансильвании. Арестован и расстрелян в октябре 1949
- Гаврил Ватаманюк[20], жандарм. Отряд действовал в Буковине. Арестован в июле 1956, находился в заключении до 1964. Участвовал в послереволюционной общественной жизни. Скончался в феврале 2012.
- Иоан Карлаонц[21], армейский генерал. Отряд действовал в Олтении. Арестован в октябре 1948, приговорён к пятнадцати годам заключения, умер в тюрьме в 1952.
- Василе Мотреску[22], крестьянин. Был активен в отрядах Огорану и Ватаманюка. Расстрелян в 1958.
- Николае Чолаку[23], крестьянин-легионер. Был активен в отряде Пую, командовал отрядом после его гибели. Отбывал заключение, был амнистирован и эмигрировал. После революции вернулся в Румынию, принял монашество. Скончался в 2000.
- Раду Чучану[24], студент. Был оперативным заместителем Карлаонца. Отбыл пятнадцать лет заключения, был диссидентом, участвовал в революции 1989. Стал известным учёным-историком, дважды депутат румынского парламента. Скончался в 2022.

## Борьба и подавление
Из источников «Секуритате» следует, что в период 1948—1960 в Румынии действовало 1196 вооружённых групп сопротивления, численностью от 10 до 100 человек каждая. Общее количество бойцов составляло 40-50 тысяч. Базировались отряды обычно в труднодоступных горных районах, но имели поддержку населения в долинах и отчасти в городах.
Повстанцы имели связи с ЦРУ, которое проводило парашютные высадки в Румынии в первые послевоенные годы. В начале 1949 года ЦРУ начало вербовать перемещенных румын из Германии, Австрии и Югославии. Гордон Мейсон, начальник ЦРУ в Бухаресте с 1949 по 1951 год, заявлял, что была организована контрабанда оружия, боеприпасов, радиопередатчиков и лекарств. Агенты, подпольно ввезенные в Румынию ЦРУ, должны были помочь организовать саботаж заводов и транспортных сетей. В частности, команда из двух человек была парашютирована в Румынию 2 октября 1952 года возле Тыргу-Чарбунешти в Олтении. В июне 1953 года в горы Апусени были отправлены трое обученных американцами агентов, которые впоследствии были захвачены, но не казнены, поскольку румынские власти намеревались использовать их в качестве двойных агентов. В районе Орадя-Сату-Маре три сброшенных с воздуха агента были убиты, один из них в перестрелке, а два других впоследствии казнены.
Среди румын, завербованных ЦРУ в начале 1951 года, были Константин Саплакан, Вильгельм Шпиндлер, Георге Барсан, Матиас Бом и Илие Пуиу. Секуритате обнаружил, что они были завербованы в Италии бывшим румынским летчиком. После этого румынское правительство направило американцам записку с протестом против вмешательства во внутренние дела страны и о том, что захваченные агенты ЦРУ были «отправлены для совершения террористических актов и шпионажа против румынской армии»
Большинство групп были немногочисленны. Основные акции заключались в нападениях на функционеров РКП, агентов и осведомителей «Секуритате», государственных администраторов. Сколько-нибудь крупные наступательные действия — попытки захвата небольших населённых пунктов предпринимались редко. Значительно чаще велись оборонительные бои, столкновения с частями госбезопасности. В основном борьба шла в оборонительном формате.
Политический расчёт строился на будущее столкновение США с СССР. Победа над режимом, пользующимся советской поддержкой, без западной помощи представлялась маловероятной. Некоторое время в Госдепартаменте и ЦРУ существовал интерес к румынскому сопротивлению, формировались парашютные группы, но широких масштабов — сколько-нибудь сопоставимых с советской военно-экономической помощью режиму РКП — эти действия не приняли.
Власти бросили против партизан крупные силы «Секуритате». Временами использовались бронетехника и даже авиация. Активно применялся метод внедрения агентуры. Сочетание инфильтрации с массированными атаками позволили уничтожить в начале 1950-х большинство отрядов. Спорадическое сопротивление продлилось ещё десятилетие и, как считается, завершилось захватом полковника Арсенеску. Символическое окончание пришлось на 1976 — арест Иона Гаврилэ Огорану.

## Группы сопротивления
Ион Гаврилэ Огорану разработал ряд определяющих черт типичной румынской группы сопротивления: отряд мог насчитывать от 10 до 200 человек, располагался в горно-лесистой местности и поддерживался значительным числом местных жителей (до нескольких тысяч), которые предоставляли укрытие, продовольствие и информацию.
В регионе Апусени в Трансильвании наиболее активную группу возглавлял Леон Тюман. Группа в основном пряталась в лесу и приобрела свое вооружение у отрядов румынской армии, которые отказались воевать на стороне Советского Союза в конце Второй мировой войны. Чтобы ликвидировать эту группу, Секуритате использовала осведомителей и перехватывала переписку членов семей. Вооруженную группу под названием «Фронт национальной обороны - Корпус Хадук» возглавлял бывший офицер королевской армии, участвовавший в войне против Советского Союза на Восточном фронте, майор Николае Дабиджа. Боевики этой группы, вооруженные винтовками и пистолетами, ограбили налоговую инспекцию в Тейу. Госбезопасность узнала о местонахождении этой группы после того, как арестованный партизан сообщил о местонахождении на Мунтеле-Маре. Секуритате атаковала повстанцев утром 4 марта 1949 года. В ходе перестрелки и последующего рукопашного боя, погибли трое секуристов и трое получили ранения. Дабиджа был арестован 22 марта 1949 года после того, как местный житель, в сарае которого он спал, уведомил власти о его присутствии. 28 октября 1949 года в Сибиу были казнены семь членов группы, включая майора Дабиджу.
Повстанческие группы зачастую становились жертвами измен, что приводило к потерям и арестам. Огорану утверждает, что некоторые из арестованных повстанцев и их сторонников были убиты во время допросов. Другие повстанцы приговаривались на публичных или закрытых судебных процессах к смертной казни либо тюремному заключению.

## Иные формы протестов
Наряду со структурированным партизанским движением, сопротивление власти РКП принимало формы спонтанных восстаний против коллективизации. Наиболее масштабные крестьянские выступления произошли в 1949—1950 в Бихоре, Араде, Ботошани. К подавлению привлекались не только «Секуритате» и милиция, но и армейские части. По официальным данным, около 80 тысяч участников протестов были арестованы, до 30 тысяч осуждены.
В 1956 ряд городов Румынии — Бухарест, Тимишоара, Клуж-Напока, Тыргу-Муреш, Яссы — был охвачен акциями солидарности с Венгерским восстанием. Участвовали в протестах в основном студенты. В одной Тимишоаре арестам подверглись до 300 человек, около 50 получили судебные приговоры.
Со второй половины 1950-х годов в политике режима произошли существенные подвижки. XX съезд КПСС и Хрущёвская оттепель подтолкнули Георгиу-Дежа к некоторому дистанцированию от СССР, в курсе РКП появились черты самостоятельности (чего изначально добивалась коммунистическая часть сопротивления). С начала 1960-х появилась тенденция умеренной либерализации режима. Амнистия 1964 года привела к освобождению примерно 50 тысяч заключённых, среди которых была Элизабета Ризя.
В 1960—1980-х годах в Румынии возникло диссидентское движение, причём наиболее известные румынские диссиденты либо происходили из партийно-государственного аппарата (например, Силвиу Брукан или Думитру Мазилу), либо придерживались крайне националистических взглядов, близких к легионерству (например, Паул Гома). В августе 1977 шахтёрская забастовка в долине Жиу обозначила новый этап. Стали возникать нелегальные свободные профсоюзы, типа SLOMR, возросла роль диссидентов профсоюзной и общедемократической направленности, типа Вернера Зоммерауэра. Начались регулярные рабочие протесты и городские бунты, приобретавшие всё более политизированный антикоммунистический характер. Последним такого рода выступлением явилось Брашовское восстание 1987. Периодически вспыхивали протесты национальных меньшинств, прежде всего венгерского.

## Память в современности
В современной Румынии отношение к антикоммунистическому вооружённому сопротивлению 1940—1950-х годов не является однозначным. Несколько попыток законодательно утвердить соответствующий День памяти пока не дали результата. Это объясняется неявным, но жёстким сопротивлением со стороны влиятельного «неокоммунистического» лобби, представляющего интересы бывшего аппарата РКП и «Секуритате».
В то же время 5 декабря 2011 года парламент Румынии принял закон, согласно которому 9 марта отмечается День политических заключённых — антикоммунистов периода 1944—1989. Всеобщим уважением пользовалась Элизабета Ризя. С 2000 года учреждён Памятный Крест антикоммунистического сопротивления.

## В киноискусстве
- Наиболее известным кинематографическим отражением партизанской борьбы в Румынии стал фильм «Капкан» режиссёра Маноле Маркуса. Картина была снята в 1974 и отражает тогдашнюю официальную позицию просоветского руководства страны. Главный герой фильма — комиссар Роман — служит в «Секуритате». Примечательно, что один из создателей сериала о комиссаре Романе — режиссёр Серджиу Николаеску — в 1989 году принял активное участие в антикоммунистической революции.
- В 2010 году румынский режиссер Константин Попеску снял фильм «Портрет молодого воина», повествующий о партизанском отряде Иона Гаврилэ Огорану, действовавшем в районе гор Фэгэраш.